# Баталурі
Баталурі (рум. Bataluri) — село у повіті Яломіца в Румунії. Входить до складу комуни Албешть.
Село розташоване на відстані 84 км на схід від Бухареста, 17 км на захід від Слобозії, 124 км на захід від Констанци, 121 км на південний захід від Галаца.

## Населення
За даними перепису населення 2002 року у селі проживали 39 осіб, усі — румуни. Усі жителі села рідною мовою назвали румунську.